# Ras Mohammed
Le ras Mohammed est un cap à la pointe sud du Sinaï en Égypte. Il abrite un parc national marin entre la mer Rouge, le golfe de Suez, et le golfe d'Aqaba.

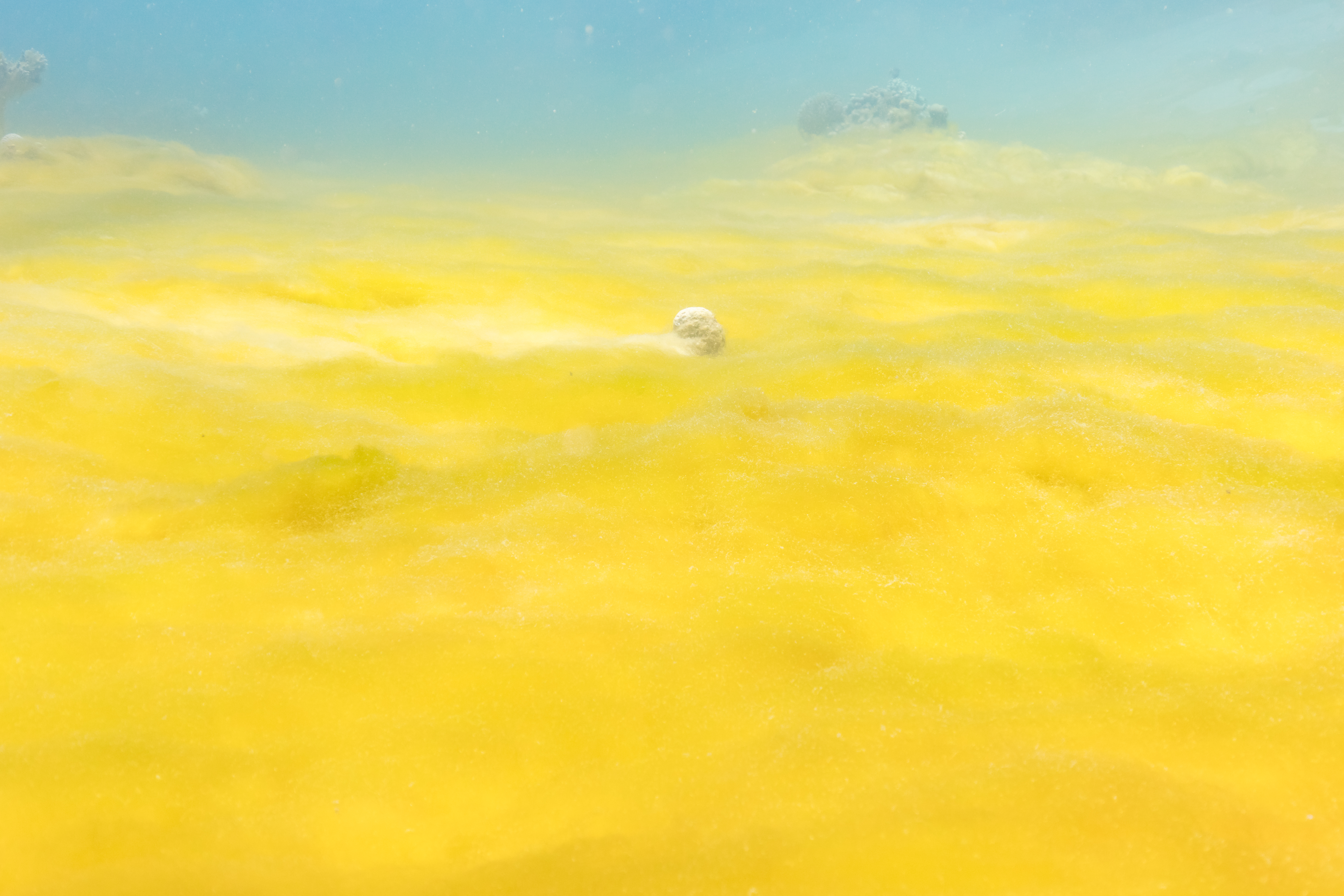
Tapis d'algues jaunes au ras Mohammed. Mars 2022.
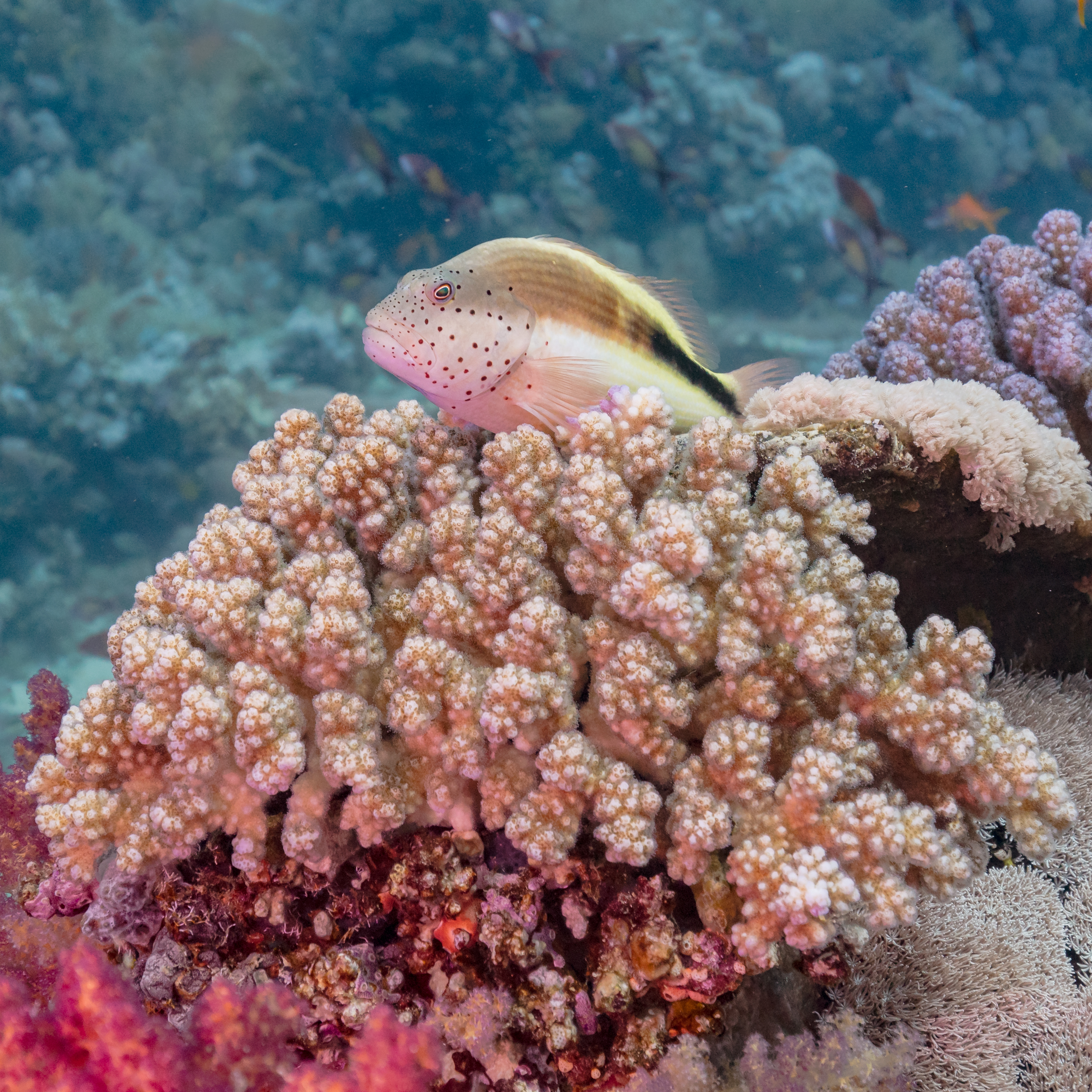
Paracirrhites forsteri à l'affut à côté de Pocillopora verrucosa au large du Ras Mohammed. Mars 2022.
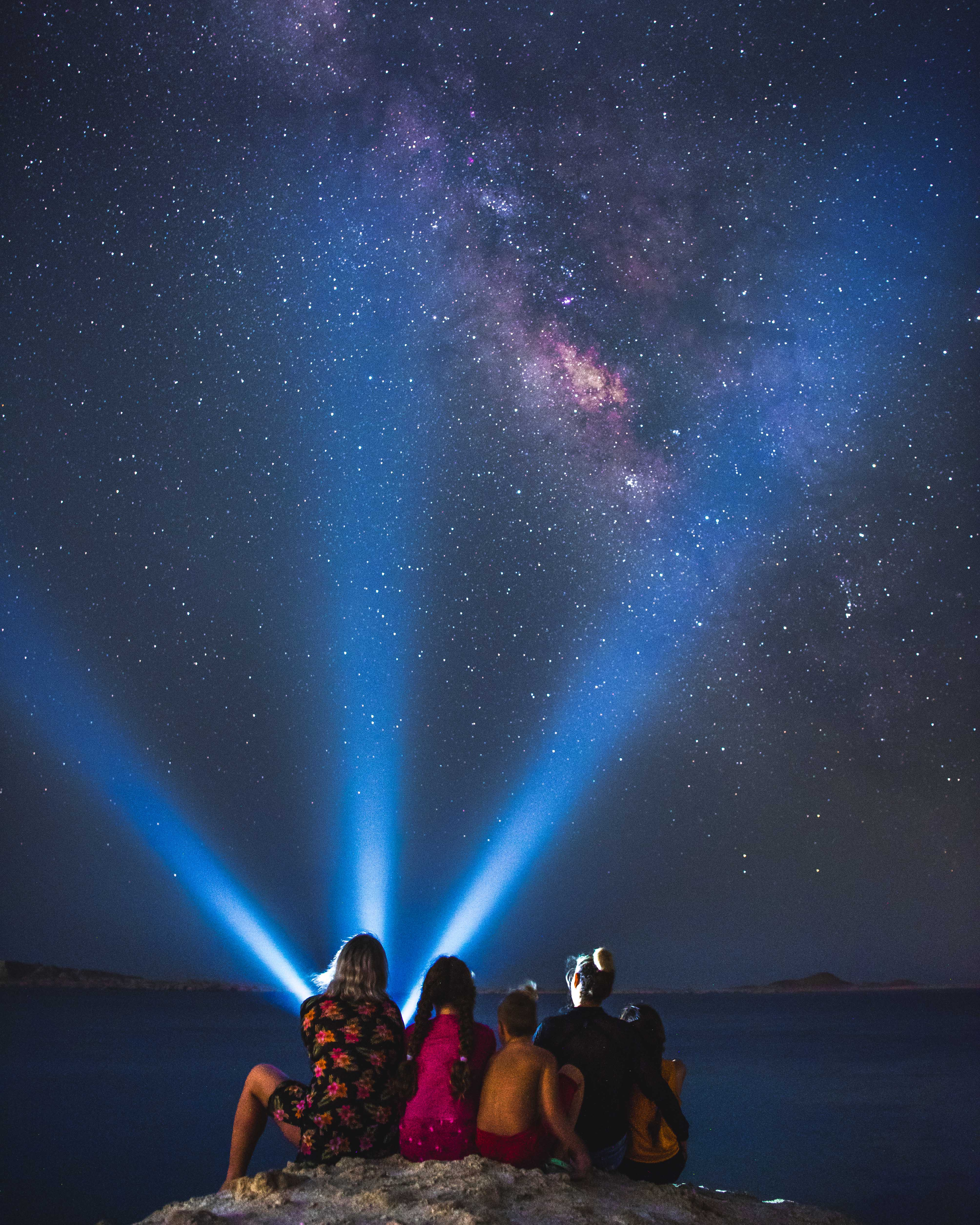
Rêverie sous les étoiles au Ras Mohammed. Juin 2021.

## Géographie
Le parc national occupe l'extrémité sud du Sinaï, à une douzaine de kilomètres de Charm el-Cheikh. 80% de sa superficie est marine.
On trouve différents récifs, nommés Sha'ab El Talaba au nord de Marsa Bereika en eaux très peu profondes, Anemone city, Shark observatory ou Shark Reef et Yolanda Reef à une profondeur de 100 m, ces deux derniers étant les sommets d'un même mont sous-marin. Le récif de Yolanda est particulièrement connu pour abriter une épave.

## Histoire
Le parc national de Ras Mohammed a été créé en 1983, c'est le plus ancien parc national d’Égypte. Il fait partie de la liste verte de l'UICN depuis 2018.

## Biodiversité
La richesse du parc vient notamment de son récif frangeant qui abrite environ 220 espèces de coraux durs et 120 de coraux mous, le récif est couvert à 80% de coraux. On compte dans ce récif, environ 1000 espèces de poissons, 40 d'étoiles de mer, 25 d'oursins, plus de 100 de mollusques et 150 de crustacés.

## Activités humaines et gestion
Seul 12% de la superficie du parc est accessible pour les visiteurs. La communauté locale de Bédouins est gestionnaire de camping, des guides de tourisme (sur terre) et des bateaux d'excursion, ainsi cette communauté retire des bénéfices significatifs de la présence de l'aire protégée. De plus les récifs servent de nurserie à des poissons ce qui augmente les ressources pouvant être pêchées à l'extérieur par les autochtones.
L'administration et la population locale sont conscientes des bénéfices réciproques qu'elles s'apportent, cependant la population se sent peu consultée sur la gestion du parc national et la stratégie de l'administration ne lui est pas forcément compréhensible.